# Овсянникова, Марина Владимировна
Мари́на Влади́мировна Овся́нникова (девичья фамилия — Ткачу́к; род. 19 июня 1978 года, Одесса, Украинская ССР) — российская тележурналистка, работавшая редактором международной смены службы городов на «Первом канале». С апреля по июль 2022 года — внештатный корреспондент немецкого издания Die Welt.
Получила известность после того, как 14 марта 2022 года в прямом эфире программы «Время» на «Первом канале» появилась с протестным плакатом против вторжения России на Украину. Вскоре фото и видеозапись акции протеста в прямом эфире программы «Время» растиражировали многие мировые СМИ.

## Биография
Родилась 19 июня 1978 года в Одессе. Мать — русская, химик-технолог по образованию, а отец — украинец, умер в Одессе, когда Овсянниковой было пять месяцев. У Овсянниковой есть две двоюродные сестры, проживающие на Украине. Жила вместе с матерью в Грозном с 1985 года, а в 1992—1993 годах после начала чеченского конфликта, переехала в Краснодар. В детстве занималась художественной гимнастикой, а также с 6 лет — плаванием, где получила первый юношеский разряд.
Под влиянием матери, работавшей на местном краснодарском радио, решила стать журналистом.
В 1997 году поступила на заочное отделение журналистского факультета Кубанского государственного университета, а также в 2005 году окончила РАГС при Президенте Российской Федерации. Выступала за сборную КубГУ по плаванию и выигрывала первенство Краснодарского края среди высших учебных заведений. Переплывала Волгу и Босфор. Работала ведущей выпусков новостей «День Кубани» на ГТРК «Кубань».
Главный редактор RT Маргарита Симоньян, учившаяся в КубГУ на курс младше и затем работавшая на том же телеканале «Кубань», вспоминала, что Овсянникова «была почти всесильной любимицей почти всесильного директора ГТРК „Кубань“ Рунова», также утверждая: «именно из-за неё он яростно сопротивлялся моему назначению собкором ВГТРК по Краснодарскому краю, так как прочил на это место её». Вице-губернатор Краснодарского края Анна Минькова, в то время работавшая редактором информационных программ, у которой Овсянникова была заместителем, также подтвердила, что она была «протеже» директора телеканала. В свою очередь Владимир Рунов, руководивший «Кубанью» в 1993—2002 годах, отметил, что Овсянникова была «толковой барышней», которую «было трудно остановить», поскольку «у неё было желание максимально выделиться и пробиться», а также что она «работала обычным корреспондентом, довольно хваткая», добавив, что покровительствовал «в том числе и ей», в частности, оказав помощь в поступлении в РАГС при Президенте Российской Федерации, дав рекомендацию. При этом Рунов отрицательно оценил поступок Овсянниковой, подчеркнув, что не видит в нём «героизма и смелости», считая, что здесь «больше глупости», поскольку «журналистикой надо заниматься: писать и снимать, а не искать приключений на свою задницу». Кроме того, он опроверг утверждение Симоньян, заявив, что «не мог препятствовать её карьерному росту» в качестве собственного корреспондента ВГТРК по Краснодарскому краю, поскольку «с ней никогда не работал», также отметив, что будущая директор RT «была заметной фигурой уже тогда» и «у неё были другие проводники, сопровождающие лица».
После ухода с телеканала Овсянникова в 2002 году переехала в Москву. С 2003 года — на «Первом канале», работа на котором «была моя мечта» и «это всё-таки марка высокого профессионализма». По её собственным словам, «на сам канал меня взяли, когда началась война в Ираке, и срочно потребовались люди для отсмотра новостей на CNN и Al Jazeera — чисто техническая работа на договоре». Кроме того, она утверждает, что «в то время, чтобы попасть на Первый канал, надо было пройти десять кругов ада» и «несколько месяцев стажировалась и чего только не делала», потому что «это был закрытый клуб для своих».
После продолжительной стажировки оказалась в бригаде у Жанны Агалаковой, которую считает своим учителем, где познакомилась со своим будущим мужем, затем редактором в международном отделе в дирекции информационных программ, затем стала редактором в международной смене службы городов. Агалакова оценивает Овсянникову как «толковую и очень приятную в общении», отмечая, что «мы по работе сталкивались, но не очень много», поскольку «она работала с корреспондентами, которые работают в российских регионах», в то время как «я корреспондент международный — и работала с международными редакторами».
18 марта 2022 года через 4 дня после своей акции протеста подала официальное заявление об увольнении по собственному желанию, в связи с несогласием с редакционной политикой телеканала. По словам Овсянниковой, ей сразу предложили написать заявление по такой форме, но она «просто в эмоциональном порыве этого не сделала».

## Антивоенный протест в эфире Первого канала
14 марта 2022 года в 21:41 во время вечернего прямого эфира телепрограммы «Время» на «Первом канале», связанного со вторжением России на Украину, Овсянникова появилась с написанным от руки антивоенным плакатом, на котором было написано: «No war (с англ. — «Нет войне»). Остановите войну. Не верьте пропаганде. Здесь вам врут. Russians against war (с англ. — «Русские (Россияне) против войны»)», и держа его, несколько раз повторила «Остановите войну! Нет войне!» позади ведущей новостей Екатерины Андреевой, продолжавшей, несмотря на вмешательство, рассказывать о том, что Председатель Правительства Михаил Мишустин призывает премьер-министра Белоруссии Романа Головченко усилить сотрудничество для противостояния международным санкциям. Трансляция из студии была срочно прервана запущенным новостным сюжетом из больницы, а Овсянникова, свободно покинувшая студию, была задержана охраной на выходе, и после этого администрация «Первого канала» начала проводить служебную проверку.
Овсянникова заранее записала видеообращение, затем распространённое телеграм-каналами ОВД-Инфо и Сталингулаг, где объяснила причину своего поступка:

То, что сейчас происходит на Украине — это преступление. И Россия — страна-агрессор. И ответственность за это преступление лежит только на совести одного человека. И этот человек — Владимир Путин.
Мой отец украинец, моя мать русская. И они никогда не были врагами. И это ожерелье на моей шее [в цветах российского и украинского флагов] — символ того, что Россия должна немедленно остановить братоубийственную войну и наши братские народы ещё смогут примириться.
К сожалению, последние годы я работала на Первом канале, занимаясь кремлёвской пропагандой, и мне сейчас очень стыдно за это. Стыдно за то, что позволяла говорить ложь с экрана телевизора. Стыдно за то, что позволяла зомбировать русских людей.
Мы промолчали в 2014 году, когда всё это только начиналось. Мы не вышли на митинги, когда Кремль отравил Навального. Мы просто безмолвно наблюдали за этим античеловеческим режимом. И сейчас от нас отвернулся весь мир. И ещё десять поколений наших потомков не отмоются от позора этой братоубийственной войны.
Мы, русские люди — думающие и умные, только в наших силах остановить это безумие. Выходите на митинги, ничего не бойтесь, они не могут пересажать нас всех.

#### Интервью «Новой газете»
Позднее в интервью журналисту «Новой газеты» Илье Азару Овсянникова заявила, что «недовольство во мне зрело давно», но после начала военных действий на Украине «у меня был такой эмоциональный шок, что я действительно не могла несколько дней ни есть, ни пить, ни спать». Хотя она придерживается либеральных взглядов и «ей тоже надо чем-то кормить свою семью», поскольку у неё «двое детей, кредит, я сейчас в трудном финансовом положении нахожусь», Овсянникову «очень устраивал график работы: неделя через неделю, я там особо не напрягалась», удавалось поддерживать «work–life balance» (с англ. — «баланс между работой и жизнью») и она «думала о смене работы [и раньше], но меня в целом всё устраивало» до начала событий на Украине, что «уже стало совсем невозможно терпеть».
По словам Овсянниковой, у которой в это время была выходная неделя, после выхода на работу «на Первом канале была просто ужасающая атмосфера», поскольку выпуски новостей, по её мнению, имели пропагандистский характер и отличались от тех, что показывали западные агентства. В связи с этим она решила после окончания рабочей недели написать заявление об увольнении.
В интервью Овсянникова отметила: «в тот момент у меня было несколько порывов побежать на акцию протеста с плакатом, но я видела, что тех, кто выходит на улицу, немедленно кидают в автозаки и увозят в отделение полиции» и именно поэтому «тогда у меня созрел план, что я могу более эффективный протест устроить». Она купила в ближайшем канцелярском магазине лист ватмана и фломастеры, а затем дома в воскресенье, накануне своей акции, нарисовала плакат и записала видеообращение. Пройдя в понедельник на работу, Овсянникова занесла плакат, лежавший некоторое время в её автомобиле, в ньюсрум, предварительно спрятав его в рукав куртки, чтобы никто не заметил, включая охранника на входе. По словам Овсянниковой, ей было страшно, однако «в тот момент у меня был сильный эмоциональный порыв». При этом ей было известно, что в российском законодательстве появились административная и уголовная статьи про фейки в отношении армии, но «думала, что коснётся, если удастся мне это сделать громко, как в конечном итоге и получилось», хотя у неё «была 90-процентная уверенность», что она не сможет этого сделать, поскольку «или у меня задрожат коленки, или я всё-таки не прорвусь в студию, или режиссёр очень быстро уберёт камеру, и меня совсем никто не увидит».
Касаясь содержания плаката, Овсянникова отметила, что она изначально задумывала, что «текст на английском был для западной публики», для того чтобы показать, что россияне отрицательно относятся к происходящему на Украине, в то время как «текст на русском — для русской публики, чтобы призвать русских не вестись на пропаганду». При этом она отметила, что с присутствовавшей в студии диктором Екатериной Андреевой она лично была «не знакома, видела её только в коридорах, знаю её по Инстаграму, где она путешествует, сидит в позе йоги и наслаждается жизнью».
Отвечая на вопрос про Навального, Овсянникова сказала, что «подписала несколько петиций в защиту», и хотя «порыв был пойти», но не выходила из-за того, что «очень напряжённая жизнь, и вообще не было свободного времени». Также она отметила, что за призывы выходить на митинги её чуть не привлекли к уголовной ответственности, поскольку «если бы я призывала выходить на митинги конкретно такого-то числа в таком-то месте, то была бы уголовная статья, как мне объяснили юристы, а поскольку это был абстрактный призыв, то статья — административная», а в случае, «если я второй раз выйду на митинг, то уже будет уголовное преследование меня».

#### Задержание и суд
Овсянникова была задержана полицией и доставлена в отдел полиции ОМВД по Останкинскому району, где в её отношении, по данным источника ТАСС в правоохранительных органах и юриста Павла Чикова, составлен протокол об административном правонарушении в соответствии со статьёй 20.3.3. КоАП «Публичные действия, направленные на дискредитацию использования Вооружённых сил Российской Федерации в целях защиты интересов Российской Федерации и её граждан, поддержания международного мира и безопасности». По данным адвоката Сергея Бадамшина, Овсянникова была на северо-востоке Москвы в отделе МВД России по обслуживанию Всероссийского выставочного центра вблизи телецентра «Останкино». А в интервью журналисту «Новой газеты» Илье Азару Овсянникова заявила, что «героиней я себя точно не ощущаю», добавив, что считает — «конечно, это мужественный поступок, но больше всего я себя сейчас считаю измученным и уставшим человеком», а её старший сын сказал, что она «тот человек, который испортил жизнь нашей семье», на что Овсянникова «ему ответила, что иногда надо делать безрассудные поступки, чтобы наша жизнь становилась лучше». Это же она повторила в интервью французскому телеканалу France 24.
15 марта 2022 года доставлена в Останкинский районный суд, где началось рассмотрение дела по ч. 2 ст. 20.2 КоАП (организация несогласованного публичного мероприятия). Её адвокатом выступил Антон Гашинский, отметивший, что хотя данная статья предусматривает административный арест до 10 суток (наряду со штрафом до 30 тысяч рублей и обязательными работами до 50 часов), однако этот вид лишения свободы не применяется к женщинам, имеющим детей в возрасте до 14 лет. Судья А. И. Бортникова в своём решении признала Овсянникову «виновной в совершении правонарушения, предусмотренного ч.2 ст.20.2 КоАП РФ, ей назначено наказание в виде административного штрафа в размере 30 тыс. рублей».
В тот же день Следственный комитет Российской Федерации начал проверку на наличие в действиях Овсянниковой состава преступления по статье 207.3 УК РФ (публичное распространение заведомо ложной информации об использовании Вооружённых сил РФ).
После освобождения Овсянникова заявила агентству Reuters, что не планирует уезжать из России и надеется, что ей не будут предъявлены уголовные обвинения, добавив: «Я верю в то, что я сделала, но теперь я понимаю масштаб проблем, с которыми мне придётся столкнуться. И, конечно же, я крайне обеспокоена своей безопасностью». А также сказала, что «совершенно не чувствует себя героем» и «очень хочет почувствовать, что эта жертва была ненапрасной и что люди откроют глаза». В интервью журналисту «Новой газеты» Илье Азару Овсянникова заявила, что её больше беспокоит безопасность собственных детей. Кроме того, она считает себя патриотом России «и никогда не думала, что могу переехать», поскольку «не готова тратить ещё 10 лет жизни, чтобы ассимилироваться в чужой стране, не вижу там возможностей для профессиональной реализации», в то время как «семья моя здесь, друзья мои здесь».
25 марта Останкинский районный суд сообщил о рассмотрении второго дела в отношении Овсянниковой по статье 207.3 УК РФ (публичное распространение заведомо ложной информации об использовании Вооружённых сил РФ). Ей грозит штраф до 50 тыс. рублей.
По решению суда Овсянниковой был назначен штраф в размере 30 тыс. руб.

#### Интернет-мемы
Внезапность антивоенного протеста, получившего общественный резонанс, и наличие белого полотна, на котором можно разместить любой текст, ожидаемо породили большое количество ироничных интернет-мемов «Девушка с плакатом на Первом» с транслируемым смыслом «неуместность публичного обращения».
Сначала в Интернете был растиражирован интернет-мем, в котором кадр видео совместили с широко известной комичной интернет-картинкой «утром прес качат, бегит, турник, анжуманя», представляющий резкий диссонанс между визуальным и вербальным компонентами. Затем появилась серия интернет-мемов, в которых полученный юмористический эффект тиражировался за счёт творчески обыгранной идеи контраста между официальным фоном новостной студии Первого канала и различными бытовыми надписями на плакате: «Папа, где наши алименты!», «Олег, открой дверь, у меня нет ключей». Вместо Овсянниковой в мемах появлялись новые персонажи с плакатом, например, мужчина в темных очках, внешне схожий с криминальным авторитетом и требующий вернуть долг. Таким образом, визуальный шаблон в последующих воспроизведениях стал отдаляться от первоначального варианта интернет-мема, теряя связь с данной политической акцией.

### Пикет и уголовное преследование
В июле 2022 года Овсянникова вышла на пикет на Софийскую набережную напротив Кремля с антивоенным плакатом, на котором были фотографии погибших на Украине детей и надпись, в которой Путин был назван «убийцей», а также «352 ребёнка погибли. Сколько ещё должно погибнуть детей, чтобы вы остановились?». Из-за этого её обвинили в распространении «фейков» о российской армии по мотивам политической ненависти (п. «д» ч. 2 ст. 207.3 УК РФ). Впоследствии её задержали и заключили под домашний арест, однако вскоре она вместе с дочерью покинула Россию, получив политическое убежище во Франции.
В октября 2023 года Басманный суд заочно приговорил Овсянникову к 8,5 годам колонии, признав её виновной в распространении недостоверной информации о Вооруженных силах РФ. На суде в качестве свидетелей обвинения участвовали сотрудники центра «Э», бывший муж Игорь Овсянников (сотрудник RT), сын Кирилл и мать Алия Ткачук. Игорь Овсянников заявил, что подал иск о лишении её родительских прав, а также обратился в полицию с заявлением о пропаже дочери. Мать Овсянниковой на суде сказала, что смотрит новости в официальных источниках и не верит тому, что российская армия может убивать детей.

### Оценки

#### За рубежом
Британская газета The Guardian поместила стоп-кадр из эфира на передовицу своего выпуска за 15 марта. Американская газета The Washington Post обратила внимание на то, что «тысячи людей вскоре заполонили страницу Овсянниковой в Facebook'е комментариями, многие из которых выражали благодарность и называли её мужественной». На это же указало сетевое издание Meduza. По данным немецкого издания Deutsche Welle, отрывок из видео с эпизодом быстро распространился на частных каналах в YouTube и в аккаунтах различных СМИ (у Guardian число просмотров превысило 200 тысяч), набрав сотни тысяч просмотров, а имя Овсянниковой заняло первое место в микроблогах Twitter’а. Корреспондент Fox News Джозеф Вульфсон отметил, что в «социальных сетях приветствовали „храбрость“ Овсянниковой, многие её сравнили с культовым протестующим „неизвестный бунтарь“».
Действия Овсянниковой приветствовал президент Украины Владимир Зеленский и его советник Михаил Подоляк, американский политик Берни Сандерс, французский политик Рафаэль Глюксман.
Представитель Управления Верховного комиссара ООН по правам человека Равина Шамдасани призвала российские власти обеспечить, чтобы Овсянникова «не подвергалась никаким репрессиям за осуществление своего права на свободу выражения мнений».
Президент Франции Эмманюэль Макрон заявил о готовности предоставить Овсянниковой дипломатическую защиту и политическое убежище во Франции. Овсянникова ответила отказом.
В свою очередь украинский политолог Антон Шеховцов высказал мнение, что «это постановка по всем правилам сурковского спектакля», целью которой «является убеждение в том, что „обычные русские“ вдруг прозрели и вообще страдают».

#### В России

##### Поддержка

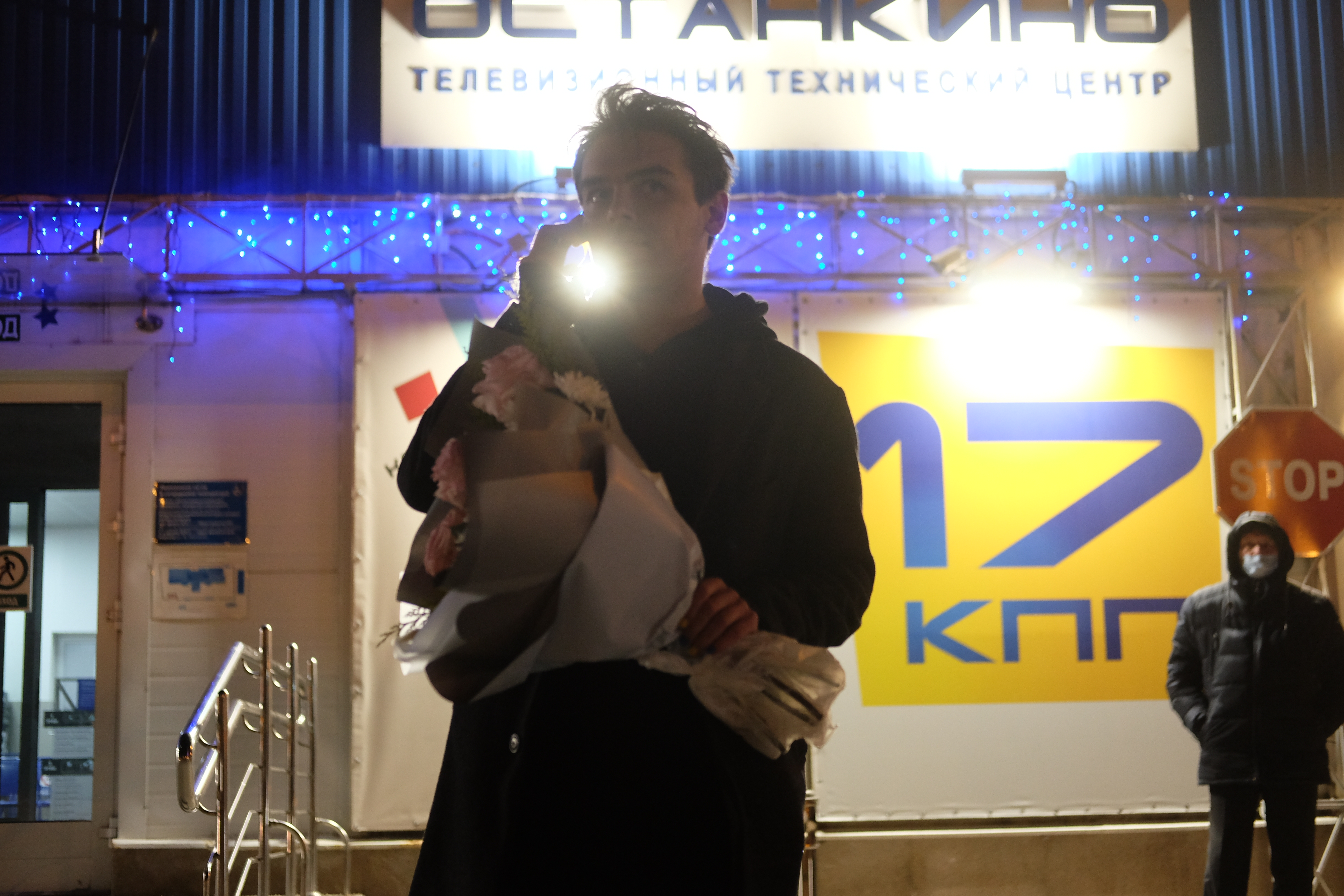
Антивоенный активист Денис Захаров ожидает Овсянникову у телецентра, чтобы подарить ей цветы и высказать слова поддержки

В поддержку Овсянниковой выступили философ Кирилл Мартынов, политологи Аббас Галлямов и Александр Кынев, литературовед Ирина Прохорова, кинокритик Андрей Плахов, писатель-сатирик Виктор Шендерович, журналисты Андрей Лошак, Татьяна Малкина, Александр Минкин, Майкл Наки, корреспондент «Радио Свобода» Данила Гальперович, председатель правления общества «Мемориал» Ян Рачинский, экономист Андрей Нечаев, пресс-секретари Навального Кира Ярмыш и Анна Ведута и его соратница Любовь Соболь, оппозиционеры Лев Шлосберг, Дмитрий Гудков и Илья Яшин. Журналист Тимофей Дзядко сравнил поступок Овсянниковой с участием диссидента Натальи Горбаневской в демонстрации 25 августа 1968 года.
Находящийся в заключении Алексей Навальный в своём последнем слове во время судебного процесса по новым обвинениям упомянул поступок Овсянниковой.
Бывшая сотрудница ВГТРК Фарида Курбангалеева по просьбе сетевого издания Republic взяла на условиях анонимности интервью у действующего сотрудника «Первого канала», который заявил, что работники «были ошарашены и восторгались смелостью» Овсянниковой, также заявив, что большинство из них не одобряет вторжение России на Украину. Овсянникову поддержала бывший корреспондент Первого канала Жанна Агалакова. По словам Овсянниковой, Жанна Агалакова помогла ей организовать свой протест в прямом эфире.
Бывший заведующий вашингтонским бюро дирекции информационных программ «Первого канала» Игорь Рискин назвал данную акцию «лучшим, что случилось с программой „Время“ за все годы её существования». В беседе с сетевым изданием Meduza Рискин рассказал, что написал Овсянниковой сразу после того, как прочитал новости о том, что она появлялась в эфире программы «Время» с плакатом. В 23:07 по московскому времени ему пришло от Овсянниковой сообщение, что она «находится в полиции Останкино», и больше она с ним на связь не выходила. Рискин сообщил, что Овсянникова «человек по телевизионным меркам спокойный, истерик не устраивала» и расценил как несостоятельные рассуждения в социальных сетях о том, что «это чуть ли не акция, устроенная самим телеканалом», поскольку Овсянникова «никогда не могла бы пройти мимо охраны». По его словам, «так говорят те, кто ни разу не был в новой студии телецентра „Останкино“», где прежде располагалась «концертная студия, в которой раньше записывали знаменитые передачи — например, „Вокруг смеха“», в самой студии «прямо за спиной у ведущего» находятся «рабочие места и компьютеры редакторов». Он отметил, что «редакторы работают посменно, неделями, их лица охране запоминаются», которая «конечно, существует, но в моё время она была на входе в студию, не внутри». И поскольку все сотрудники «друг друга знают, и принести вчетверо сложенный плакат, развернуть его и встать за спиной ведущего технически совсем несложно». А поскольку её никто не мог задержать в студии, то «из аппаратной, которая расположена над студией, могли дать сигнал, после чего служба безопасности задержала Марину на выходе».
Бывшая глава Школы «Первого канала» Елена Афанасьева высказала мнение, что ощутила себя как «19 августа 1991-го, когда увидела в эфире программы „Время“ репортаж Сергея Медведева от Белого дома».
Журналист Русской службы Би-би-си Фарида Рустамова отметила, что Овсянникова в течение многих лет была редактором в международном отделе в дирекции информационных программ «Первого канала» и коллеги удивились её поступку, поскольку она никогда не обсуждала политику, а говорила «в основном, о детях, собаках и доме».

##### Критика
Заместитель генерального директора и директор Дирекции информационных программ «Первого канала» Кирилл Клеймёнов в эфире программы «Время» от 20 марта 2022 года высказал мысль, что Овсянникова заранее спланировала свою выходку и поступила предательски как по отношению к своей родине, так и к своим коллегам. Ещё раз показав запись выступления Овсянниковой, он указал на то, что спустя «считанные минуты эта картинка была уже во всех ведущих западных СМИ», в то время как так же быстро «у входа в телецентр стоял адвокат женщины с плакатом». Клеймёнов утверждал, что «до этого, по нашим данным, Марина Овсянникова говорила с английским посольством». Кроме того, он подчеркнул, что предательство отличается от эмоционального поступка, поскольку «если бы известный поступок за 30 сребреников назвали порывом души, глядишь, мировая история пошла бы иначе», добавив, что «когда человек предаёт свою страну и заодно всех нас, людей, с которыми бок о бок проработал почти 20 лет, предаёт холодно, расчётливо, за твёрдо оговоренный бонус — кстати, чтобы и предыдущего не лишиться, акцию женщина с плакатом приурочила точно к получению очередной зарплаты, — так вот предательство — это всегда личный выбор человека», и подытожив, что «от него не убережёшь, как известно».
Форин-офис Великобритании назвал утверждение Клеймёнова о контакте посольства Великобритании с Овсянниковой дезинформацией.
С критикой Овсянниковой выступили журналисты Виктория Ивлева и Тина Канделаки, а также писатель Захар Прилепин.
Пресс-секретарь Президента России Дмитрий Песков назвал поступок Овсянниковой хулиганством, а работу «Первого канала» — «маркой качественной, своевременной, очень оперативной и объективной информации».
Председатель Государственной думы Вячеслав Володин назвал поступок Овсянниковой «гнусным», обвинив её в отсутствии сопереживания к российским военнослужащим и стране, заявив, что англоязычный заголовок на плакате «был адресован западному зрителю», а также призвал правоохранительные органы России к расследованию, указав на условия военного времени. Овсянникова в ответ сказала, что у неё «есть колоссальные переживания за наших ребят», ей «безумно жалко этих мальчишек» и она сочувствует их матерям, поскольку у самой «сейчас сын призывного возраста, и я вообще в ужасе от того, что происходит».
Вице-губернатор Краснодарского края Анна Минькова, чьим заместителем в редакции информационных программ в ГТРК «Кубань» была Овсянникова, назвала её поведение и во время акции в студии, и при записи видеообращения совершенно наигранным, а также выступила с критикой журналистов, которые одобрили поступок Овсянниковой.
Сама Андреева опубликовала видеозапись, где занимается йогой и повторяет мантру «стой как скала», утверждая, что эта практика помогла ей пережить день. Позднее выступая в Высшей школе «Останкино», она высказалась о поступке Овсянниковой, отметив, что та легко попала в студию новостей, потому что её «все прекрасно знали и не ожидали от неё ничего подобного», назвав редактора «воровкой на доверии» и «предательницей». Андреева вспоминала, что «в момент, когда она возникла за моей спиной, я сама решила, что не обернусь», поскольку опасалась, что Овсянникова «могла дать мне по голове, облить зелёнкой». По мнению диктора, со стороны Овсянниковой, если её личные убеждения расходились с позицией Первого канала, честнее было бы уволиться, как поступили, по словам Андреевой, два других сотрудника телеканала, к решению которых отнеслась с пониманием, добавив, что, по имеющимся у неё сведениям, у Овсянниковой за границей живёт бойфренд, поэтому, скорее всего, вскоре бывший редактор уедет из России. Касаясь содержания плаката, телеведущая отметила, что может «согласиться со всем английским текстом, который был написан понятно для английских зрителей, не для бабушки из каких-нибудь Нью-Васюков», подчеркнув, что «меня никто не заставляет говорить неправду!», но никогда не будет согласна «с тем, что эта женщина написала про то, что мы лжём», поскольку «у меня нет ни одного судебного иска, мы проверяем все факты, наши корреспонденты находятся в самых горячих точках и видеоматериал подтверждает то, что там происходит».
1 июня 2022 года Овсянникова была внесена в базу сайта «Миротворец» за «Участие в информационно-пропагандистских спецоперациях Кремля, направленных на устранение санкционного давления на Россию». По мнению активиста Сергея Стерненко, попытка организовать визит в Киев российской пропагандистки Марины Овсянниковой является частью российской пропаганды за рубежом. Об этом Стерненко рассказал в эфире Радио НВ. Однако 25 августа 2024 года Овсянникова на своей странице в Инстаграме сделала пост и сообщила о том, что её исключили с сайта «Миротворец». По её словам, в базе сайта «Миротворец» по ошибке оказались уехавшие из России политик Максим Кац, журналист Леонид Парфёнов, юморист Максим Галкин, участницы Pussy Riot Мария Алёхина и Ольга Борисова.

##### Другие оценки
Журналист Станислав Кучер призвал к объективности, высказав мнение, что нужно дождаться, когда станет окончательно известна правда о случившемся без каких-либо сомнений и версий об инсценировке.
Журналист Ирина Петровская, процитировав знаменитое высказывание немецкого пастора Мартина Нимёллера и указав, что её любит вспоминать «патриарх отечественного ТВ Владимир Познер, призывая зрителей и слушателей проявлять гражданскую активность», выступила с критикой телеведущего, отметив, что «людей интересует, почему, когда говорят пушки, Познер молчит». Также отметив, что Познер также часто повторяет фразу персонажа Рэндалла Патрика Макмёрфи, сыгранного Джеком Николсоном в фильме «Пролетая над гнездом кукушки», «Я хотя бы попробовал», которую «Владимир Познер сделал девизом своей жизни», в то время как «попробовала Марина Овсянникова, рядовой редактор программы „Время“». Также она отметила, «в эфире канала „Царьград“ историю с плакатом глумливо разыграли в виде фарса: в эфире появились сразу два сотрудника с плакатами, на одном из которых было написано „No w.. Yes спецоперация“, а на другом — „Мы гоvорим только правду“», в свою очередь «ведущий же держал перед собой белый лист со словом „Za“».

## Дальнейшая деятельность
27 марта 2022 года в прямом эфире ток-шоу Che tempo che fa Фабио Фацио на итальянском телеканале Rai 3 Овсянникова выступала с критикой санкций западных стран в отношении России, которые, по её мнению, направлены на простых людей и сильно ухудшают их жизнь. Она подчеркнула, что её мать-инвалид не может купить себе лекарства, а дочь расплатиться банковской картой в школе за обеды. Овсянникова заявила, что в магазинах отсутствует сахар, а также заканчиваются подсолнечное масло и средства гигиены. Также она осудила исключение российских студентов из иностранных высших учебных заведений и запреты выступать российским музыкантам и артистам.
С апреля по июль 2022 года — журналист-фрилансер немецкого издания Die Welt. В её задачи входило написание статей для газеты и подготовка новостей, связанных с Россией и Украиной для телеканала «Welt». По словам Овсянниковой, её назначение было отрицательно воспринято местными украинцами, но затем руководство Die Welt убедило их, что «я хороший порядочный человек» и «я никогда не писала пропагандистских текстов и всячески поддерживаю Украину и украинцев». Она «ходила в Берлине 8 мая на проукраинский митинг, в защиту Украины, общалась со многими людьми из Украины» и «хейтеры со стороны Украины успокоились и практически уже не пишут никаких злобных комментариев на мой счёт о том, что я бывший пропагандист». По мнению главного редактора Welt Group Ульфа Поршарда, поступок Овсянниковой «защитил основы журналистской этики, несмотря на угрозу государственного преследования». «Я буду рад работать с ней», добавил Поршард.
В июле 2022 года вернулась в Россию. Была намерена заняться собственными проектами в области журналистики и написанием книги.
28 июля 2022 года Мещанский районный суд Москвы оштрафовал Овсянникову на 50 тысяч рублей «за дискредитацию Вооружённых сил РФ» в связи с её интервью у здания Басманного районного суда, где решался вопрос об аресте Ильи Яшина по обвинению в «распространении заведомо ложной информации о российской армии».
8 августа 2022 года Черемушкинский районный суд Москвы оштрафовал Овсянникову на 40 тысяч рублей «за дискредитацию Вооруженных сил РФ». Поводом стал её антивоенный пост в Facebook.
10 августа 2022 года Овсянникова была задержана в связи с возбуждённым против неё уголовным делом о «распространении заведомо ложной информации» об российской армии РФ «по мотивам политической, идеологической, расовой, национальной или религиозной ненависти» (п. «д» ч. 2 ст. 207.3 УК РФ). Это обвинение связано с одиночным пикетом Марины Овсянниковой 15 июля 2022 года на Софийской набережной напротив Кремля. Овсянникова стояла с плакатом, где критиковался президент Путин, а «его солдаты» сравнивались с фашистами.
11 августа 2022 года Басманный районный суд Москвы избрал ей меру пресечения в виде домашнего ареста. Под домашним арестом занялась написанием автобиографии.
1 октября 2022 года бывший муж Марины Овсянниковой заявил, что она сбежала из-под домашнего ареста вместе с дочерью в неизвестном направлении. Адвокат Марины Овсянниковой подтвердил, что она уехала из России и находится «под защитой одной из европейских стран».
3 октября 2022 года стало известно, что Овсянникову объявили в розыск. 20 октября Басманный суд Москвы заочно арестовал Овсянникову.
Год спустя после протестной акции в прямом эфире, Овсянникова издала автобиографию под названием «Между добром и злом. Как я наконец выступила против кремлёвской пропаганды», её перевели на несколько языков.

## Личная жизнь
До 2018 года была замужем за Игорем Овсянниковым, работавшим вместе с ней на Первом канале в бригаде Агалаковой в качестве ассистента режиссёра и в настоящее время работающим режиссёром в испанской редакции телеканала Russia Today. По словам бывшей супруги, Овсянников «замечательный человек из очень интеллигентной московской семьи», а «его мама работала на телевидении выпускающим редактором, пережила штурм Останкино, прячась под столом».
Есть двое детей — сыну 17 лет и дочери 11, с которыми жила в коттеджном посёлке в Новой Москве. 17 апреля 2022 года Игорь Овсянников подал против бывшей супруги гражданский иск в Черёмушкинский районный суд города Москвы, касающийся споров, связанных с воспитанием детей, который должен был быть рассмотрен 5 июля 2022 года.
Есть собаки, становившиеся призёрами чемпионатов России.
Увлекается футболом и утверждала, что ей «нравятся мужчины латиноамериканского типа — эдакие „мачо“», поэтому болеет за сборные Бразилии, Испании и Мексики.

## Награды
Марине Овсянниковой присудили премию Вацлава Гавела за креативный протест, антивоенную акцию в прямом эфире выпуска новостей. Вручение награды состоялось в Осло. Премия вручается ежегодно людям, «которые высказывают несогласие, проявляя смелость и креативность, чтобы бросить вызов несправедливости и жить по правде». Денежная часть премии составляет около 12 тыс. долл., американский фонд Human Rights Foundation перевел её волонтерской организации в Молдавии, которая занимается эвакуацией украинских беженцев из Одессы и перевозит их в страны ЕС.